# Avales para presentarse a las elecciones en España
En España los partidos políticos necesitan reunir unos avales para presentarse en una circunscripción.

## Firmas necesarias

### Elecciones generales
3. Para presentar candidaturas, las agrupaciones de electores necesitarán, al menos, la firma del 1 % de los inscritos en el censo electoral de la circunscripción. Los partidos, federaciones o coaliciones que no hubieran obtenido representación en ninguna de las Cámaras en la anterior convocatoria de elecciones necesitarán la firma, al menos, del 0,1 % de los electores inscritos en el censo electoral de la circunscripción por la que pretendan su elección. Ningún elector podrá prestar su firma a más de una candidatura.
Artículo 169, LOREG

Ej: Para la lista por la provincia de Palencia, para agrupaciones de electores se necesitará el 1 % de 137 516 (datos de 2015), lo que vendrían a ser unas 1376 firmas; y para los partidos políticos se necesitará un 0,1 % de 137 516, lo que vendrían a ser 138 firmas.

### Elecciones europeas
3. Para presentar candidaturas los partidos, coaliciones, federaciones y agrupaciones de electores, necesitan acreditar las firmas de 15 000 electores. Ningún elector puede dar su firma para la presentación de varias candidaturas.

4. No obstante, los partidos, federaciones y coaliciones pueden sustituir el requisito señalado en el párrafo anterior por las firmas de 50 cargos electos, ya sean Diputados, Senadores, Diputados españoles del Parlamento Europeo, miembros de las Asambleas Legislativas de las Comunidades Autónomas o miembros de las Corporaciones Locales. Ningún electo puede dar su firma para la presentación de varias candidaturas.
Artículo 220, LOREG

### Elecciones autonómicas
En las elecciones autonómicas al Parlament de Catalunya, y debido a que dicha cámara no ha legislado nunca una ley electoral de ámbito autonómico, se aplica la misma legislación sobre lo requerido por al LOREG para Congreso y Senado. Ello es decretado por la Disposición Transitoria Cuarta del Estatuto de Autonomía de 1979 que establece en su apartado 5º:
"En todo aquello que no esté previsto en la presente Disposición, serán de aplicación las normas vigentes para las elecciones legislativas al Congreso de los Diputados de las Cortes Generales." y dicha disposición se prorroga por la Disposición Transitoria 2ª del Estatut de 2006.

### Elecciones municipales
3. Para presentar candidatura, las agrupaciones de electores necesitan un número de firmas de los inscritos en el censo electoral del municipio, que deberán ser autenticadas notarialmente o por el Secretario de la Corporación municipal correspondiente, determinado conforme al siguiente baremo:
1. En los municipios de menos de 5000 habitantes no menos del 1 por 100 de los inscritos siempre que el número de firmantes sea más del doble que el de Concejales a elegir.
2. En los comprendidos entre 5001 y 10 000 habitantes al menos 100 firmas.
3. En los comprendidos entre 10 001 y 50 000 habitantes al menos 500 firmas.
4. En los comprendidos entre 50 001 y 150 000 habitantes al menos 1500 firmas.
5. En los comprendidos entre 150 001 y 300 000 habitantes al menos 3000 firmas.
6. En los comprendidos entre 300 001 y 1 000 000 de habitantes al menos 5000 firmas.
7. En los demás casos al menos 8000 firmas.

Artículo 187, LOREG

Ejemplo: En Sabadell, municipio de 210 000 habitantes, harían falta al menos 3000 firmas

## Plazos

### Plazo para recoger y presentar las firmas
1. Las firmas deberán incluirse en los modelos de impresos elaborados a tal efecto que figuran en el Real Decreto 605/1999, de 16 de abril, de regulación complementaria de los procesos electorales, y en su normativa de desarrollo.(sic)
2. Las firmas deberán recogerse para cada proceso electoral y con posterioridad a la convocatoria electoral correspondiente. A tal efecto, el Ministerio del Interior pondrá a disposición de las formaciones políticas el modelo ajustado para cada convocatoria electoral.(sic)
Puesto que las firmas de aval se han de presentar con la candidatura, (vigésimo día desde la convocatória), el plazo de recogida es de un máximo de 20 días (dependiendo del habitual retraso del Ministerio del Interior en publicar el formulario oficial)

### Plazo para presentar las candidaturas
Notas
- En las elecciones Europeas del 7 de junio de 2009 había que presentar la candidatura (incluyendo 15.000 firmas) entre el 29 de abril y el 4 de mayo. ¿Plazo para recoger las firmas?
- Artículo 45 de LEY ORGÁNICA 5/1985, DE 19 DE JUNIO, DEL RÉGIMEN ELECTORAL GENERAL: Las candidaturas... se presentan ante la Junta Electoral competente entre el decimoquinto y el vigésimo día posterior a la convocatoria.
- http://elecciones.mir.es/eleccanteriores/mun200705/calendario.html

## Información oficial
- Se puede obtener información y documentos oficiales en:
  - https://web.archive.org/web/20140114122047/http://www.juntaelectoralcentral.es/jelect/2011/DirectorioJEP01.pdf
  - http://www.juntaelectoralcentral.es/
  - En la siguiente instrucción de la JEC aparece información sobre cuantas firmas es necesario recoger por provincia, a partir de la página 4 en la tercera columna, "Partidos sin representación / 0.1 por ciento".
- Acuerdo de la JEC que permite recoger firmas en la calle, aunque no habla de como se puede y no se puede, es decir mesas y pancartas.  (enlace roto disponible en Internet Archive; véase el historial, la primera versión y la última).